# Marston Magna
Marston Magna est une paroisse civile et un village du Somerset, en Angleterre.